# Titelles

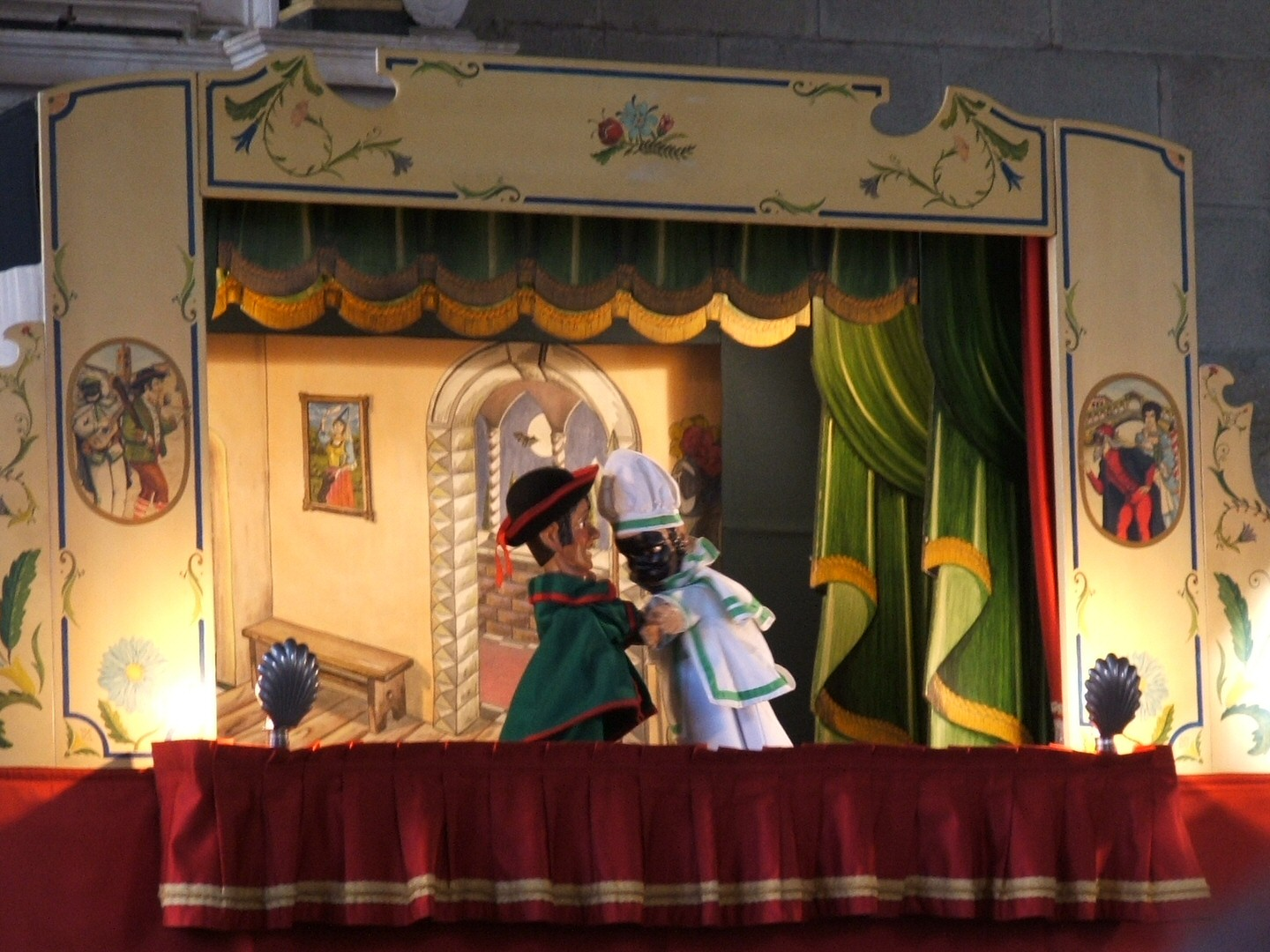
Teatre de Bèrgam (Itàlia): en escena Gioppino i Brighella, màscares tradicionals de la commedia dell'arte.

Els titelles són una forma de teatre o representació que implica la manipulació de titelles.
Les titelles adopten moltes formes, però totes comparteixen el procés d’animació d’objectes inanimats que representen una història. Els titellaires fan moviments de mans i braços per controlar dispositius com varetes o cordes per moure el cos, el cap, les extremitats, i en alguns casos la boca i els ulls del titella. El titellaire de vegades fa la veu del personatge del titella, mentre que en altres ocasions actua sobre una banda sonora enregistrada.

## Història
Les titelles son una forma de teatre molt antiga que es va enregistrar per primera vegada al segle v aC a l'antiga Grècia, però algunes formes de titelles poden haver-se originat des del 3000 aC. Els titelles es produeixen en gairebé totes les societats humanes on les titelles s’utilitzen amb finalitats d’entreteniment a través de la representació, com a objectes sagrats en els rituals, com a efígies simbòliques en celebracions com els carnestoltes i com a catalitzador del canvi social i psicològic en les arts transformadores. S'han utilitzat des dels temps més antics per animar i comunicar les idees i necessitats de les societats humanes. Alguns historiadors afirmen que són anteriors als actors del teatre. Hi ha proves que s'utilitzaven a Egipte ja l'any 2000 aC quan es manipulaven figures de fusta accionades amb cordes per realitzar el acció d'amassar pa. També s'han trobat titelles articulades i controlades per filferro fetes d'argila i ivori a les tombes egípcies. Els Jeroglífics també descriuen "estàtues caminants". " s'utilitza en drames religiosos antics Egipcis. Els titelles es van practicar a l'antiga Grècia i els registres escrits més antics de titelles es poden trobar a les obres de Heròdot i Xenofont, que data del segle V aC.

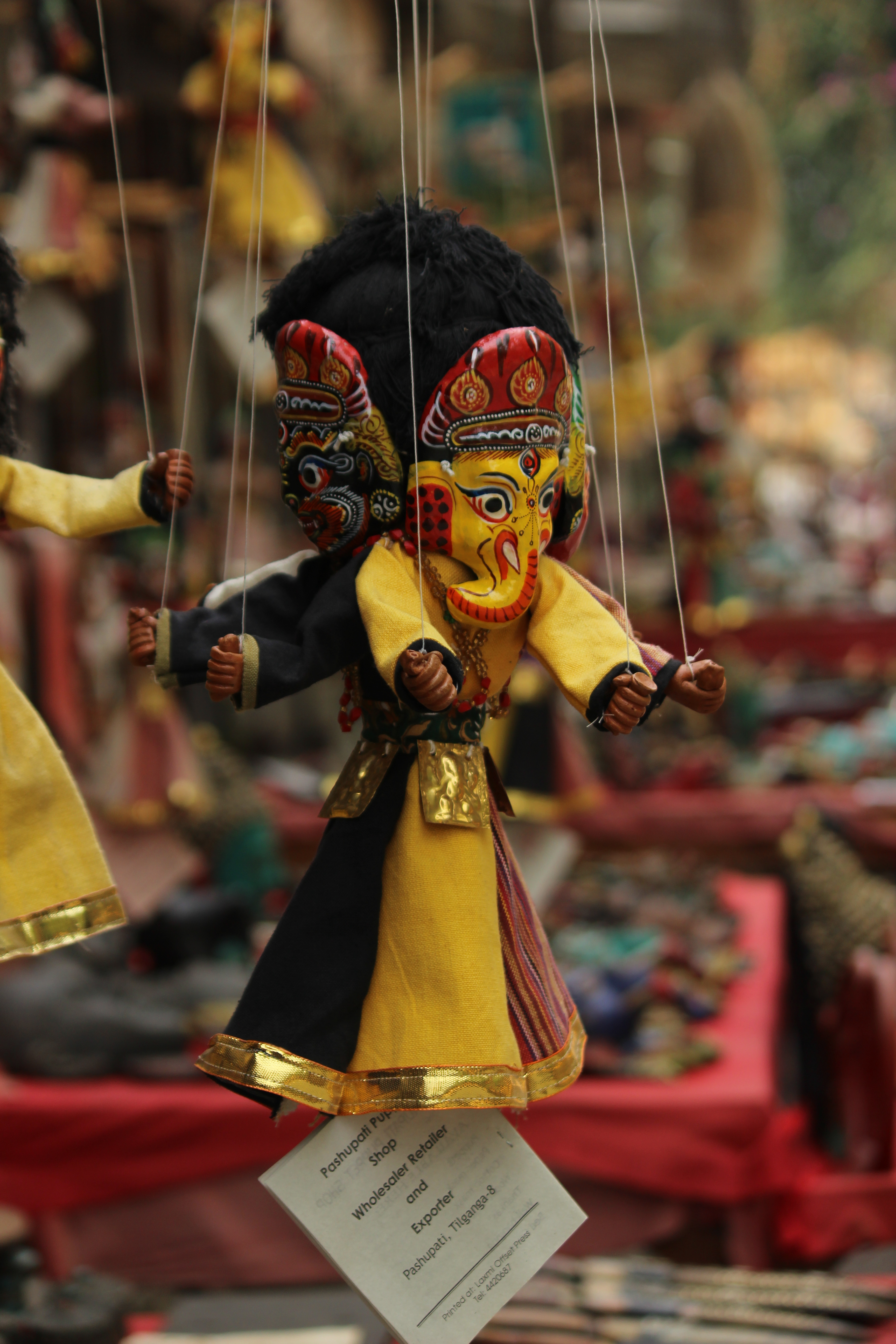
El Ganesh: un titella del Nepal

#### Àsia oriental
Hi ha proves de titelles a la civilització de la vall de l'Indus. Els arqueòlegs han descobert un ninot de terracota amb un cap desmuntable capaç de ser manipulat amb una corda que data del 2500 aC. Una altra figura és un mico de terracota que podria ser manipulat amunt i avall per un pal, aconseguint una animació mínima en ambdós casos. Els titelles es descriuen a l'èpica Mahabharata, literatura tàmil de la Era Sangam, i diverses obres literàries que daten des de finals dels segles aC fins als primers segles dC, inclosos els Edictes d'Ashoka. Obres com el Natya Shastra i el Kama Sutra expliquen els titelles amb cert detall.
La Xina té una història de titelles que es remunta a 3.000 anys, originalment a pi-yung xi, el "teatre de les ombres de la llanterna", o com es coneix més comunament avui en dia, teatre d'ombres xinès. A la dinastia Song (960–1279 dC), els titelles jugaven a totes les classes socials, incloses les corts, però els titellaires, com a Europa, eren considerats d'un estrat social inferior. A Taiwan, els budaixi espectacles de titelles, una mica semblants al bunraku japonès, tenen lloc amb titellaires treballant en segon pla o sota terra. Alguns titellaires molt experimentats poden manipular els seus titelles per realitzar diverses acrobàcies, per exemple, salts mortals a l'aire.
Japó té moltes formes de titelles, inclòs el bunraku. El bunraku es va desenvolupar a partir dels ritus del temple shinto i es va convertir gradualment en una forma molt sofisticada de titelles. Chikamatsu Monzaemon, considerat per molts com el millor dramaturg del Japó, va deixar d'escriure obres de teatre kabuki i es va centrar exclusivament en les obres de bunraku només de titelles. Inicialment format per un titellaire, el 1730 es feien servir tres titellaires per operar cada titella a la vista del públic. , mentre que les torxes il·luminaven només els titelles de fusta tallats, pintats i disfressats.

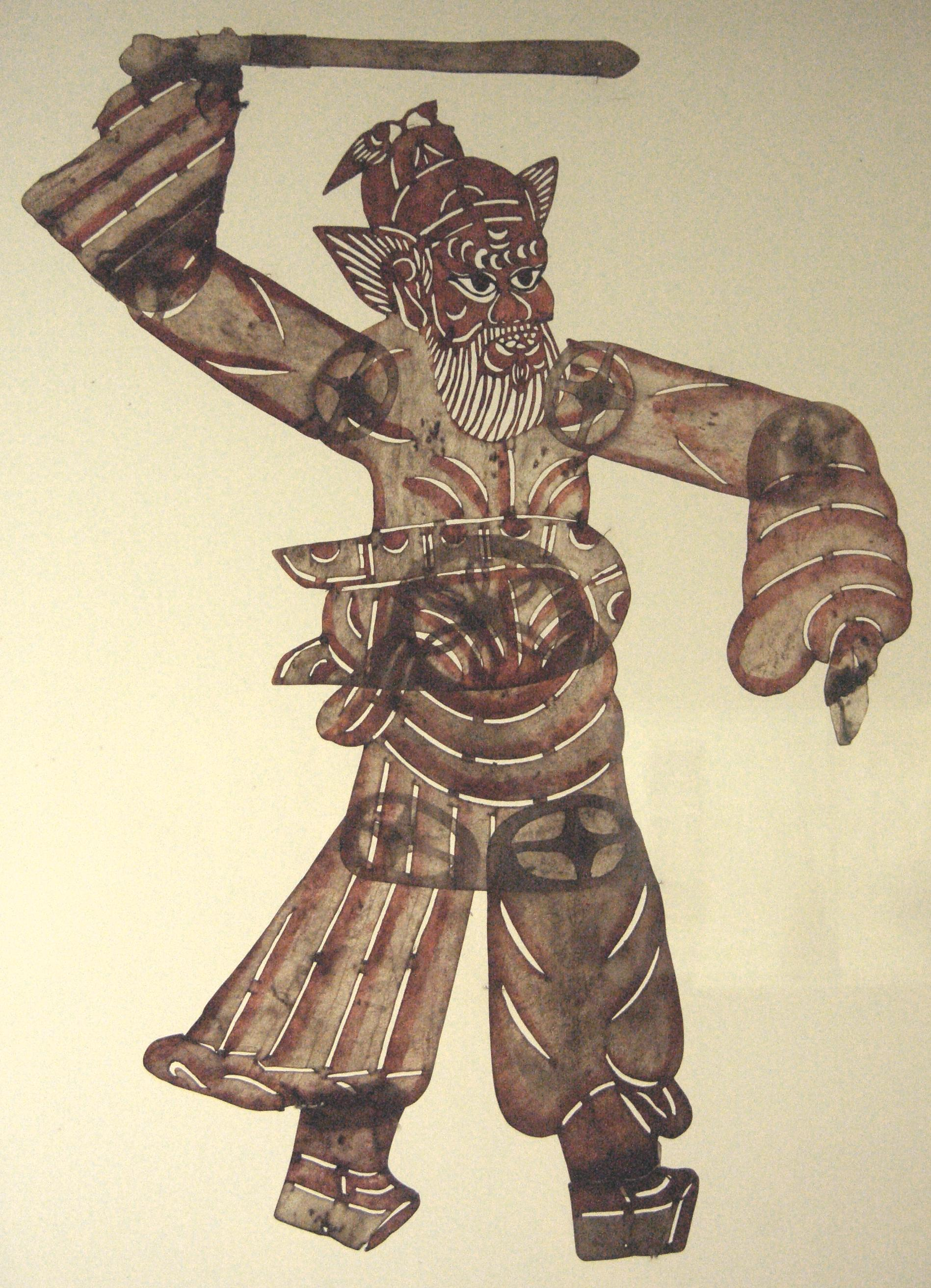
Titelles d'ombres xinesos (estil Beijing)
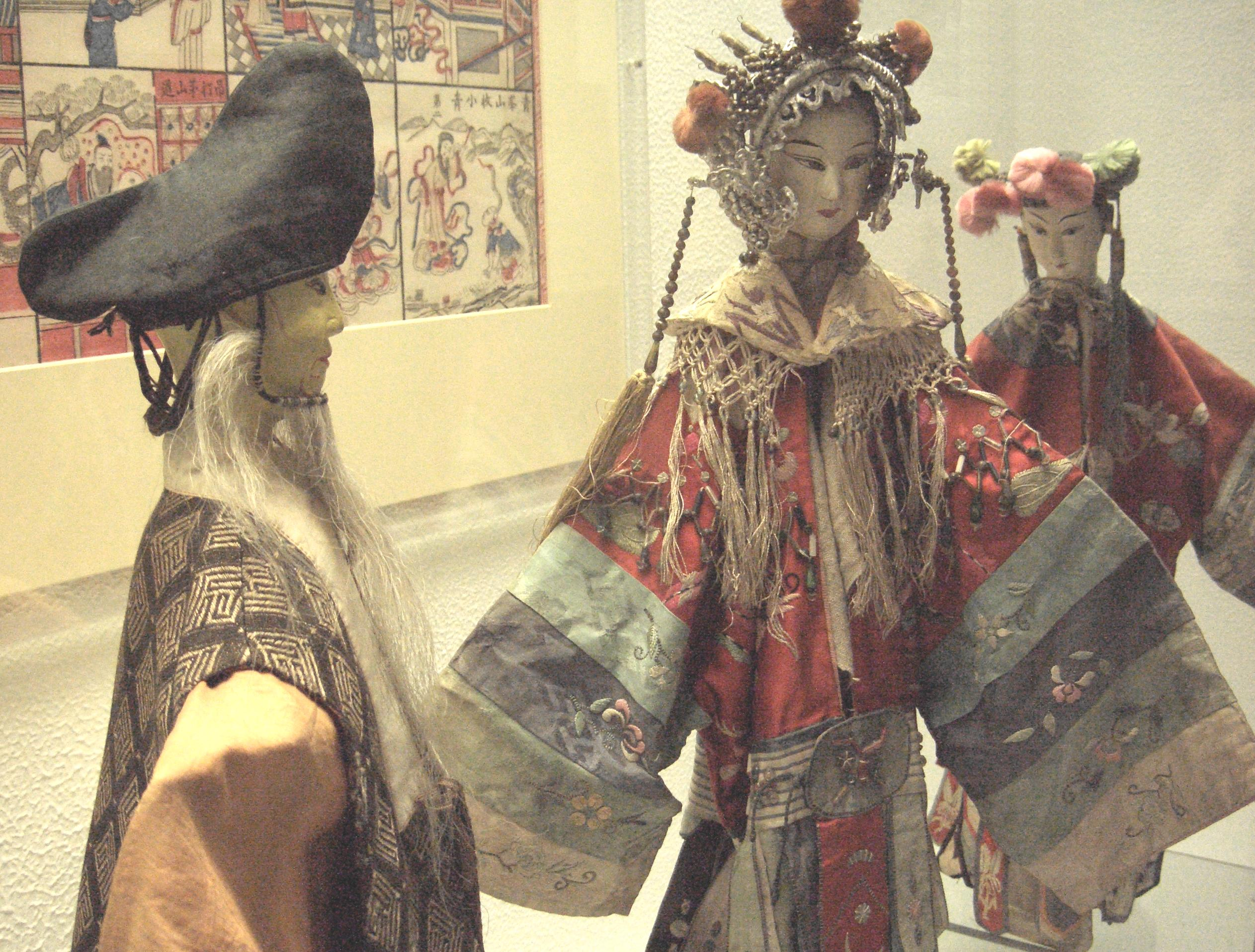
Titelles de pal xinesos
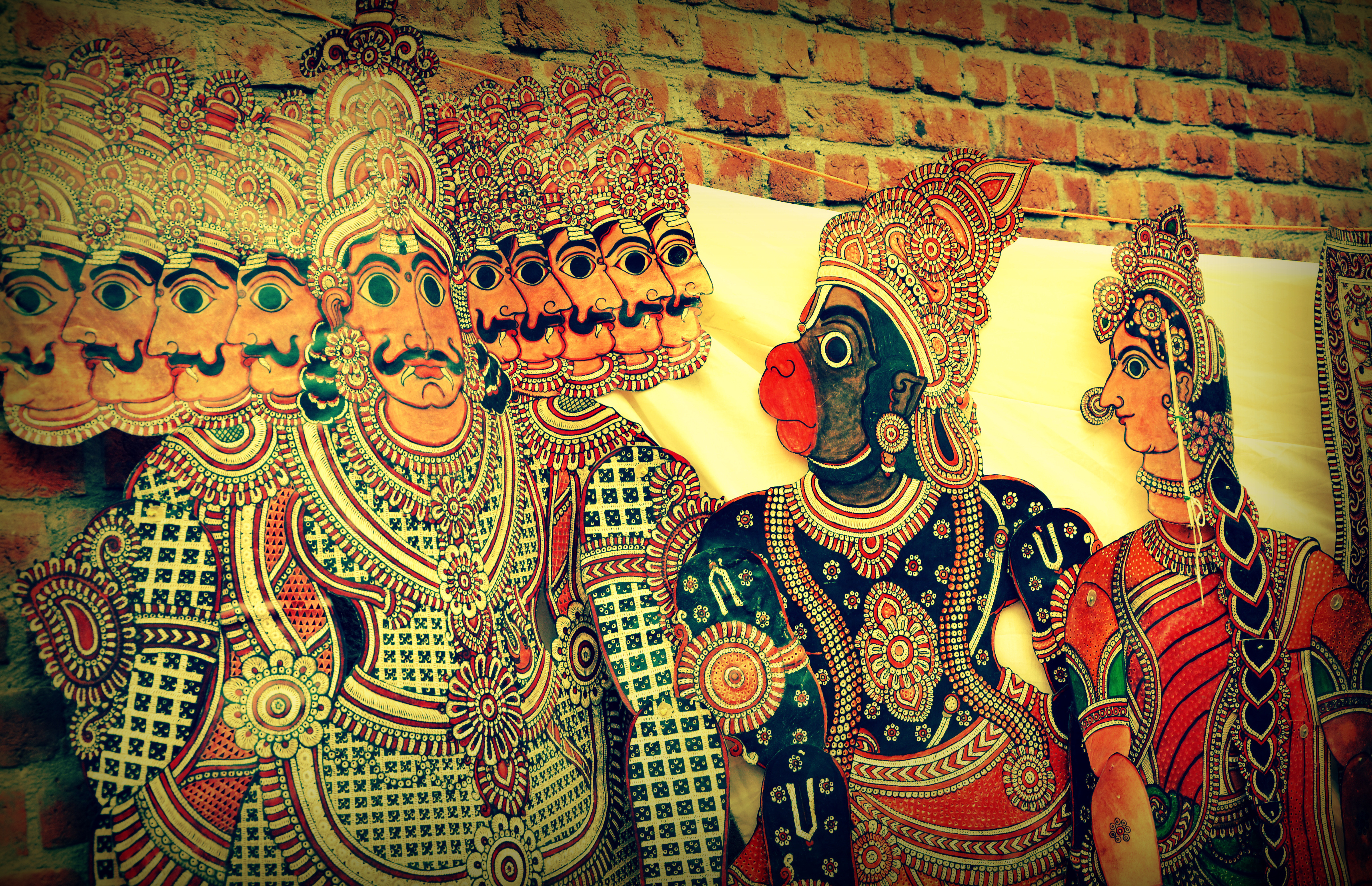
Hanuman i Ravana a Togalu Gombeyaata, una tradició de titelles d'ombres a la part sud de l'Índia
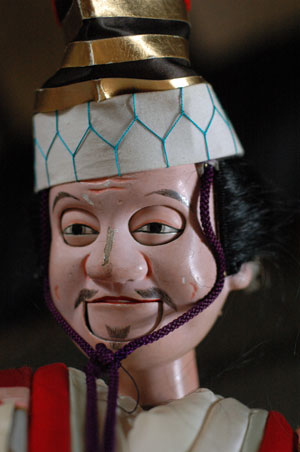
Samba Ancestor Bunraku Puppet, Tonda Puppet Troupe, Japó
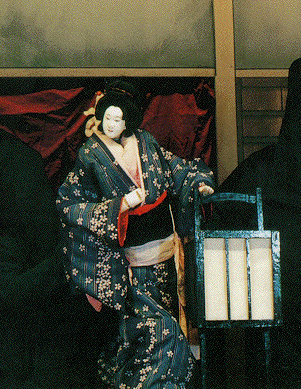
El personatge Osono de l'obra Abans de despertar[a]

De Corea, és creu que la tradició de titelles prové de la Xina. L'evidència històrica més antiga de titelles a Corea prové d'una carta escrita l'any 982 d.C. de Choe Seung-roe al rei. En coreà, la paraula per a titelles és Kkoktugakshi. Gagsi significa una "núvia" o una "dona jove", que era la forma més comuna que prenien les nines. Una obra de titelles kkoktugakshi té vuit escenes.

###### Sud-est asiàtic
El teatre Indonèsian wayang va estar influenciat per les tradicions de l'Índian. Alguns estudiosos rastregen el origen dels titelles a l'Índia fa 4000 anys, on el personatge principal de les obres en sànscrit era conegut com Sutradhara, "el portador de cordes". Wayang és una forta tradició de titelles originària d'Indonèsia, especialment a Java i Bali. A Java, wayang kulit, una forma elaborada de titelles d'ombres, és molt popular. Els titelles de vara javanesa tenen una llarga història i s'utilitzen per explicar faules de la història javanesa. Una altra forma popular de titelles a Indonèsia és wayang golek.
Tailàndia té hun krabok, una forma popular de teatre de titelles de vareta.
Vietnam va desenvolupar la forma d'art dels Titelles aquàtics del Vietnam, única a aquest país. Els titelles estan construïts amb fusta i els espectacles es representen en una piscina fins a la cintura. Els titellaires utilitzen una vara gran sota l'aigua per sostenir i controlar els titelles, creant l'aspecte dels titelles que es mouen sobre l'aigua. L'origen d'aquesta forma de titelles es remunta a set-cents anys en què els arrossars s'inundaven i els vilatans s'entretenien mútuament. Les competicions d'espectacles de titelles entre pobles vietnamites finalment van portar a la creació de societats de titelles secretes i exclusives.
Les Filipines van desenvolupar per primera vegada el seu art de titelles durant el període colonial espanyol. El titella filipí més antic conegut és el carrillo, també conegut com kikimut, titire i potei. Es va gravar per primera vegada l'any 1879. Es tracta de petits carros utilitzats en obres de titelles amb figures fetes de cartró utilitzades per a obres d'ombres. A finals del 1800 es va desenvolupar un altre titella filipí. Els Higantes són titelles gegants de paper-maché, més d'un centenar, que desfilen per la ciutat durant el Festival d'Higantes. Aquests titelles es fan com a devoció a San Clemente i com a burla contra els propietaris de terres de l'època colonial que discriminaven els filipins. Diverses tradicions estan relacionades amb els higantes. Des del segle xx, s'han desenvolupat múltiples arts de titelles a les Filipines. Un notable titellaire filipí és Amelia Lapeña Bonifacio.
A Birmania, avui anomenada Myanmar, va evolucionar una forma elaborada d'espectacles de titelles, anomenada Yoke thé, basada en el patrocini reial. La data probable de l'origen de les marionetes birmanes es dona al voltant de 1780, durant el regnat del rei Singu Min, i la seva introducció s'acredita al ministre d'Entreteniment Reial, U Thaw. Des dels seus inicis, les marionetes van gaudir d'una gran popularitat a les corts de la dinastia Konbaung. Poc ha canviat des de la creació de l'art per U Thaw, i el conjunt de personatges desenvolupats per ell encara s'utilitza avui dia.

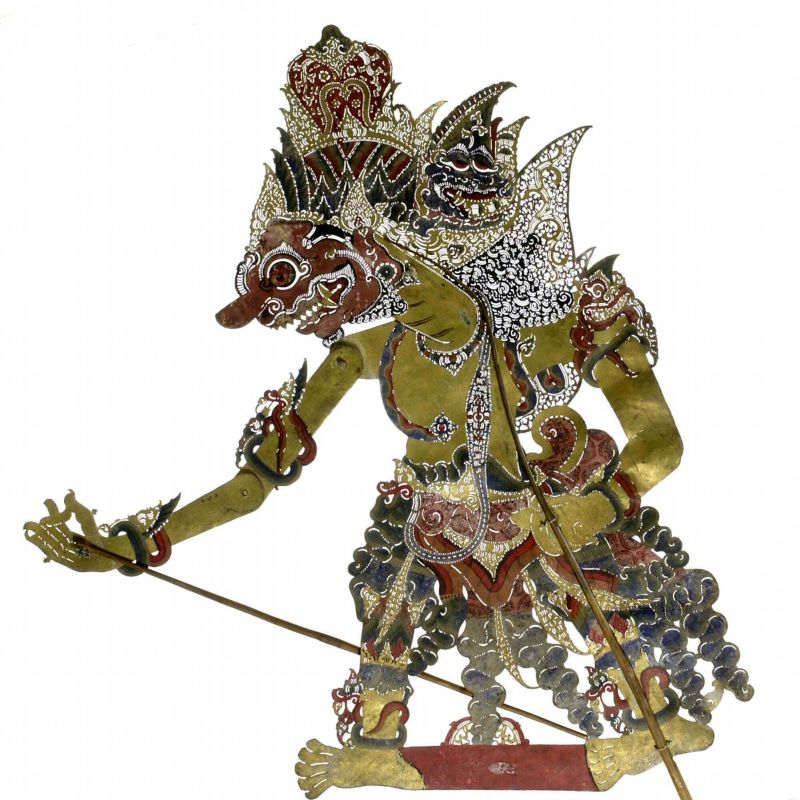
Wayang kulit (titella de l'ombra) Kumbakarna, col·leccions del Tropenmuseum, Indonèsia, abans de 1914
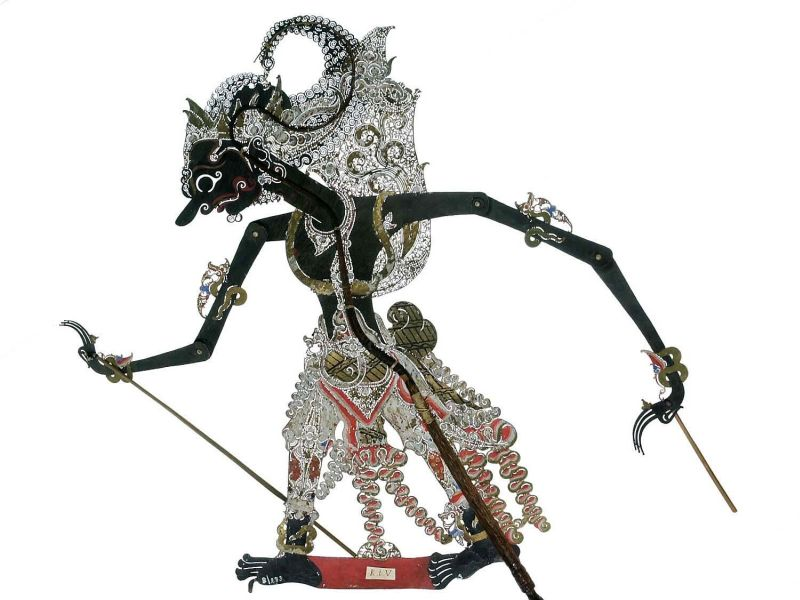
Wayang kulit (titella de l'ombra) Gatot Kaca, col·leccions del Tropenmuseum, Indonèsia, abans de 1914
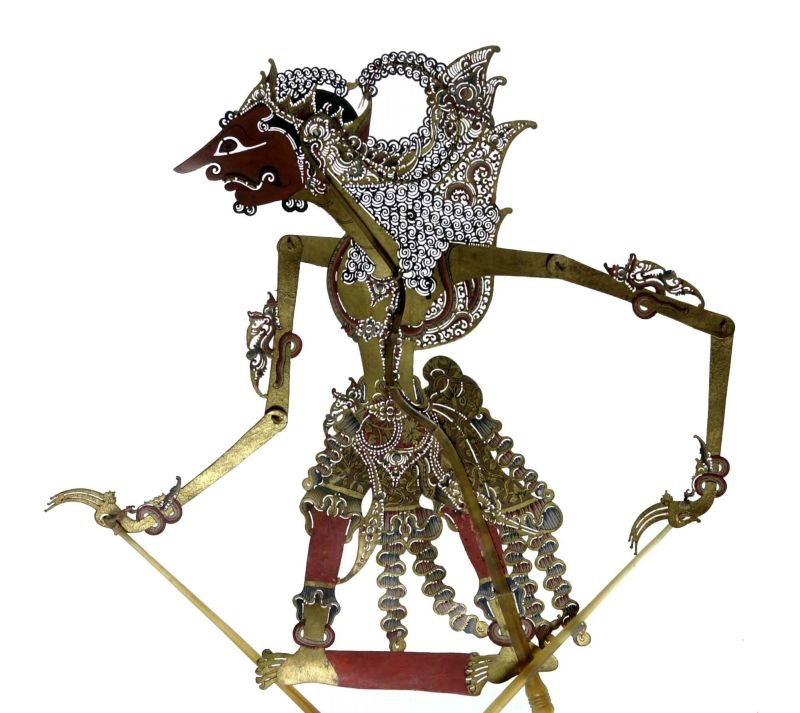
Wayang kulit (titella de l'ombra) Wibisana, col·leccions del Tropenmuseum, Indonèsia abans de 1933
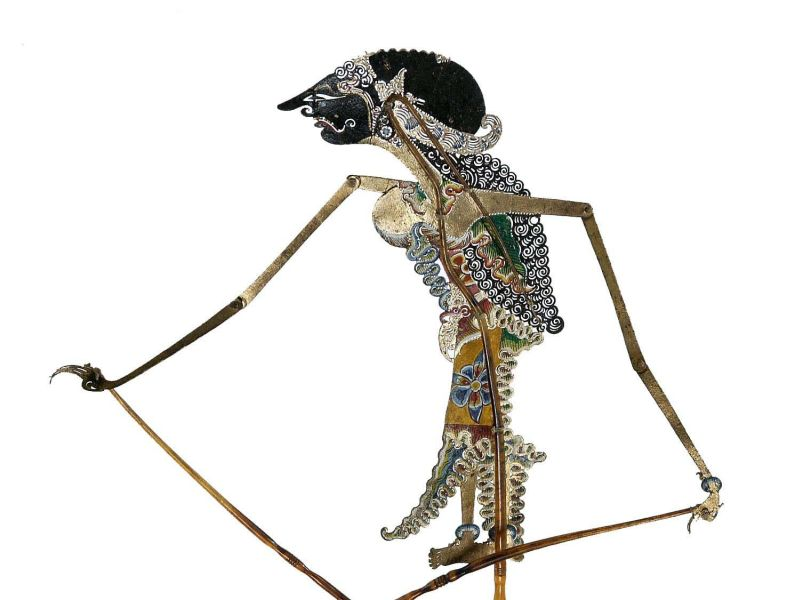
Wayang kulit (titella de l'ombra) Princesa Shinta, col·leccions del Tropenmuseum, Indonèsia abans de 1983
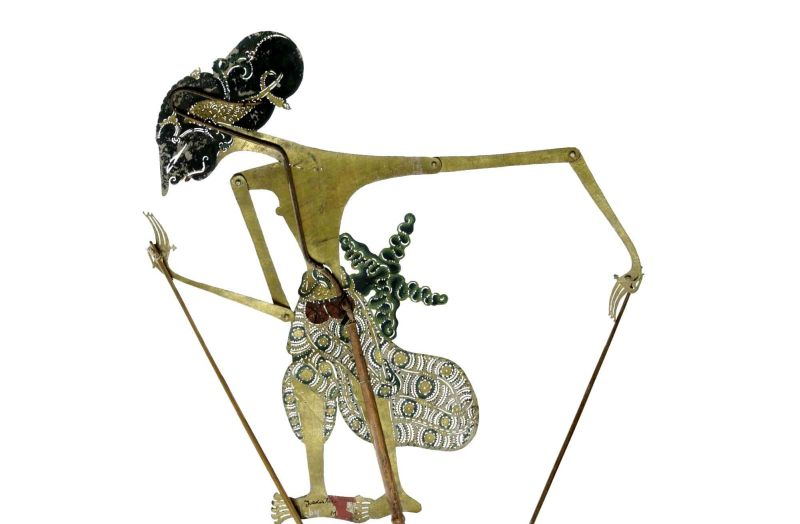
Wayang kulit (titella de l'ombra) Yudhishthira, col·leccions del Tropenmuseum, Indonèsia abans de 1914
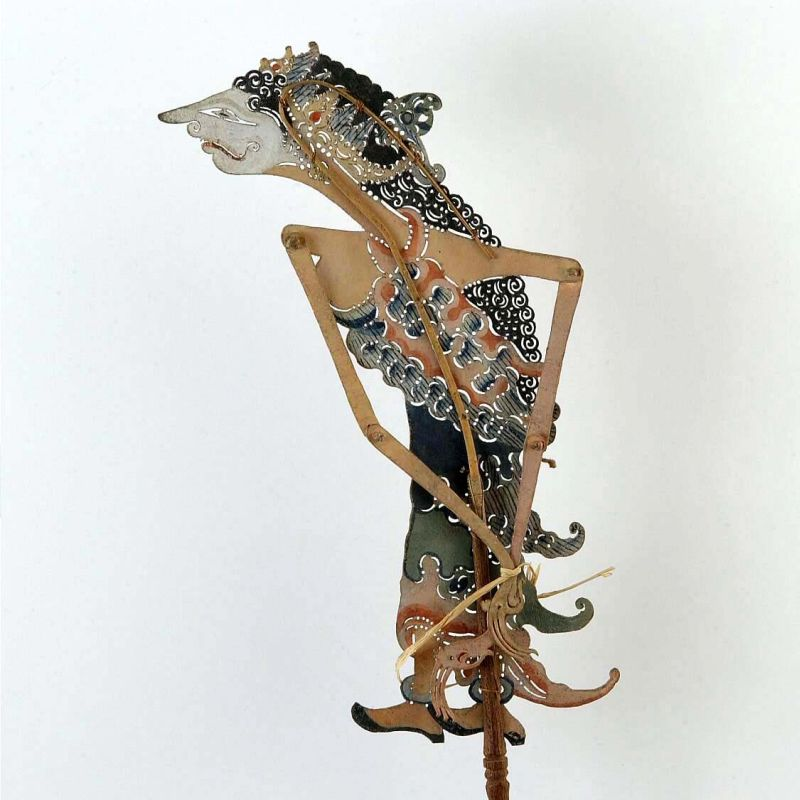
Wayang kulit (titella de l'ombra) Princesa Tari, col·leccions del Tropenmuseum, Indonèsia abans de 1934

#### Índia

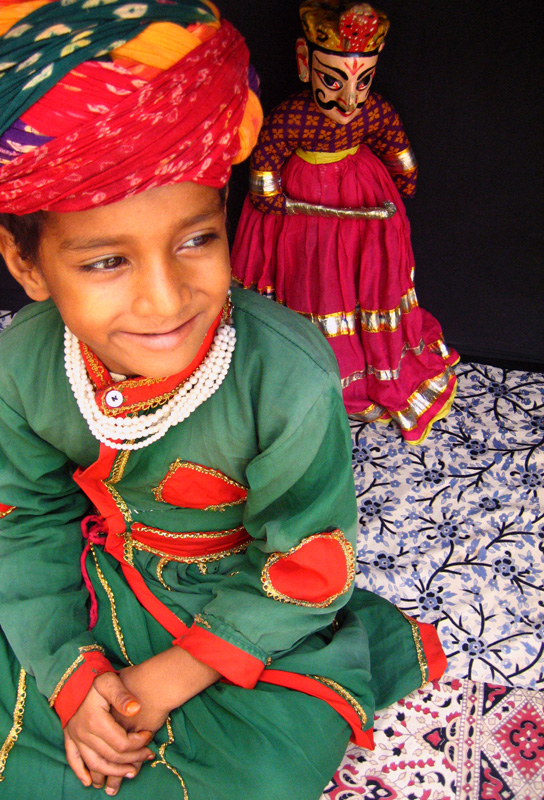
Titellaire de Rajasthani

Índia té una llarga tradició de titelles. A l'antiga èpica índia Mahabharata hi ha referències a titelles. Una altra referència antiga als titelles es troba al clàssic tàmil 'Silappadikaaram' escrit al voltant del segle I o II aC Kathputli, una forma d'actuació de titelles de corda nativa a Rajasthan, és notable i hi ha molts ventrílocs i titellaires indis. El primer ventríloc indi, el professor Y. K. Padhye, va introduir aquesta forma de titelles a l'Índia a la dècada de 1920 i el seu fill, Ramdas Padhye, va popularitzar posteriorment el ventríloc i els titelles. Gairebé tots els tipus de titelles es troben a l'Índia.
Titella de corda
L'Índia té una rica i antiga tradició de titelles de corda o marionetes. Els titelles amb extremitats articulades controlades per cordes permeten una flexibilitat molt més gran i, per tant, són els titelles més articulats. Rajasthan, Orissa, Karnataka i Tamil Nadu són algunes de les regions on aquesta forma de titelles ha florit. Les marionetes tradicionals de Rajasthan es coneixen com a Kathputli. Tallats en una sola peça de fusta, aquests titelles són com grans ninots vestits de colors. Els titelles de corda d'Orissa es coneixen com Kundhei. Els titelles de corda de Karnataka s'anomenen Gombeyatta. Els titelles de Tamil Nadu, coneguts com Bommalattam, combinen les tècniques de titelles de vara i de corda.
Titella de l'Ombra

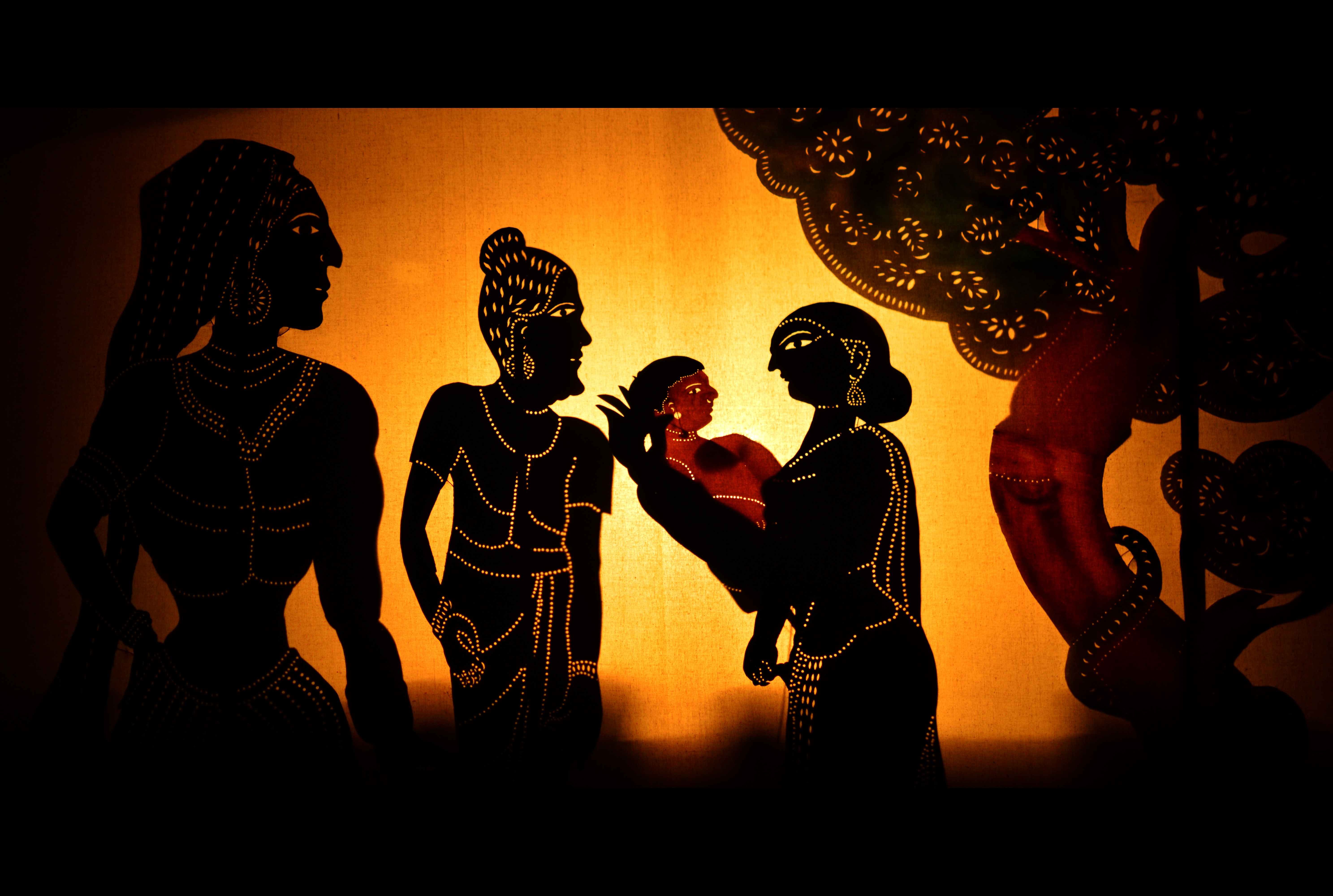
Titelles d'ombres que es practica a Kerala, Índia.

Els titelles d'ombres són una part antiga de la cultura i l'art de l'Índia, especialment a nivell regional com el keelu bomme i el Tholu bommalata d'Andhra Pradesh, el Togalu gombeyaata  a Karnataka, el charma bahuli natya a Maharashtra, el Ravana chhaya a Odisha, el Tholpavakoothu  a Kerala i el thol bommalatta a Tamil Nadu. El joc de titelles d'ombres també es troba a les tradicions pictòriques de l'Índia, com ara la pintura mural del temple, les pintures de fulls solts i les pintures narratives. Formes de dansa com la Chhau d'Odisha literalment signifiquen "ombra". El teatre d'ombres, dansa, teatre dramàtic, normalment es representa en escenaris de plataformes adossats als temple hindú, i en algunes regions aquests s'anomenen Koothu Madams o Koothambalams. En moltes regions, l'obra de titelles la representen famílies d'artistes itinerants en escenaris temporals durant les principals festivals del temple. Les llegendes de l'èpica hindú Ramayana i el Mahabharata dominen el seu repertori. Tanmateix, els detalls i les històries varien segons les regions.
| A shadow play in Kerala                              |
|                                                      |
| Ramayana legend, with audience response (45 seconds) |
|                                                      |

Durant el segle XIX i les primeres parts del segle XX de l'era colonial, els indòlegs creien que les obres de titelles d'ombres s'havien extingit a l'Índia, tot i que s'esmentava en els seus textos antics en sànscrit. A la dècada de 1930 i després , afirma Stuart Blackburn, es va trobar que aquestes pors de la seva extinció eren falses a mesura que van sorgir evidències que els titelles d'ombres s'havien mantingut una tradició rural vigorosa a les muntanyes centrals de Kerala, la major part de Karnataka, el nord d'Andhra Pradesh, parts de Tamil Nadu, Odisha i el sud de Maharashtra. El poble marathi, especialment de casta baixa, havia conservat i interpretat amb vigor les llegendes de les èpiques hindús com a tradició popular. La importància dels artistes marathi s'evidencia, afirma Blackburn, pels titellaires que parlen el marathi com a llengua materna a molts estats de l'Índia que no parlen marathi.
Segons Beth Osnes, el teatre d'ombres de titelles tholu bommalata es remunta al segle III aC, i des d'aleshores ha atret el patrocini. Els titelles utilitzats en una actuació de tholu bommalata, afirma Phyllis Dircks, són "translúcids, deliciosament multicolors". figures de cuir de quatre a cinc peus d'alçada i presenten un o dos braços articulats". El procés de fer titelles és un ritual elaborat, on les famílies d'artistes de l'Índia resen, s'aïllen, produeixen l'obra d'art requerida i després celebren el "naixement metafòric d'un titella" amb flors i encens.
El tholu pava koothu de Kerala utilitza titelles de cuir les imatges dels quals es projecten en una pantalla retroil·luminada. Les ombres s'utilitzen per expressar de manera creativa personatges i històries al Ramayana. Una actuació completa de l'èpica pot durar quaranta-una nits, mentre que una actuació abreujada dura només set dies. Una característica de l'espectacle tholu pava koothu és que és una actuació en equip de titellaires , mentre que altres obres d'ombres com el wayang d'Indonèsia són interpretades per un sol titellaire per a la mateixa història Ramayana. Hi ha diferències regionals a l'Índia en les arts dels titelles. . Per exemple, les dones tenen un paper important en el teatre d'ombres a la majoria de parts de l'Índia, excepte a Kerala i Maharashtra. articulat. Els titelles de cuir translúcids són típics a Andhra Pradesh i Tamil Nadu, mentre que els titelles opacs són típics a Kerala i Odisha. Els grups d'artistes solen portar més d'un centenar de titelles per a la seva actuació a l'Índia rural.
Titella de vara
Els titelles vara són una extensió dels titelles de guant, però sovint són molt més grans i estan recolzats i manipulats per varetes des de baix. Aquesta forma de titelles es troba principalment a Bengala Occidental i Orissa. La forma tradicional de titella de vara de Bengala Occidental es coneix com Putul Nautch. Estan tallats en fusta i segueixen els diferents estils artístics d'una regió determinada. El titella de vara tradicional de Bihar es coneix com Yampuri.
Titella de guant
Els titelles de guant també es coneixen com a titelles de màniga, de mà o de palma. El cap està fet de paper maixé, de tela o de fusta, amb dues mans que surten just per sota del coll. La resta de la figura consisteix en una faldilla llarga i fluida. Aquests titelles són com ninots coixos, però en mans d'un titellaire capaç, són capaços de produir una àmplia gamma de moviments. La tècnica de manipulació és senzilla els moviments són controlats per la mà humana, el dit primer introduït al cap i el dit mig i el dit polze als dos braços del titella. Amb l'ajuda d'aquests tres dits, el titella de guant cobra vida.
La tradició dels titelles de guant a l'Índia és popular a Uttar Pradesh, Orissa, Bengala Occidental i Kerala. A Uttar Pradesh, les obres de titelles de guant solen presentar temes socials, mentre que a Orissa aquestes obres es basen en històries de Radha i Krishna. A Orissa, el titellaire toca un dholak (tambor de mà) amb una mà i manipula el titella amb l'altra. El lliurament del diàleg, el moviment del titella i el ritme del dholak estan ben sincronitzats i creen una atmosfera dramàtica. A Kerala, l'obra tradicional de titelles de guant es diu Pavakoothu.

#### Afganistan
Afganistan ha produït una forma de titelles coneguda com a buz-baz. Durant una actuació, un titellaire tocarà simultàniament una marioneta d'un markhor mentre toca un dambura (llaüt de coll llarg).

### Àsia occidental

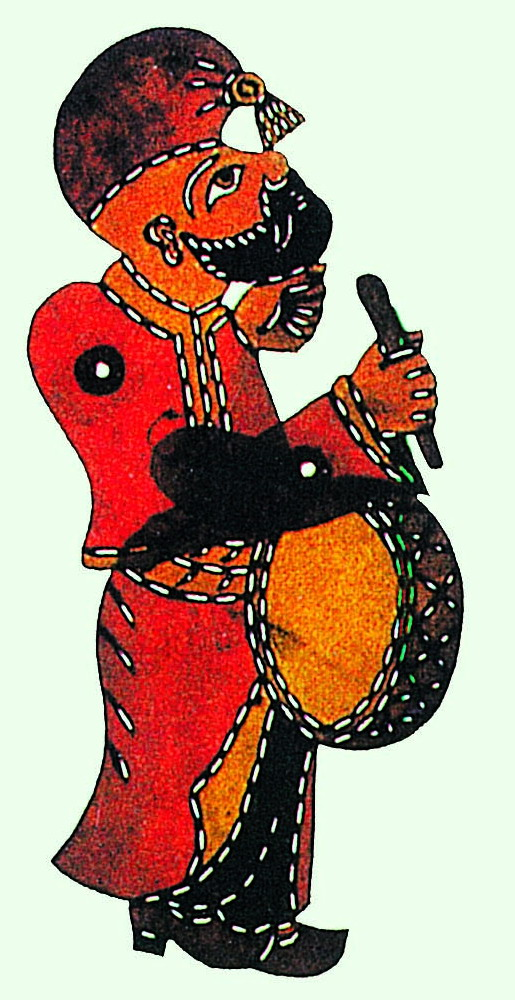
Karagöz, titelles d'ombres turcs

Els titelles de l'Orient Mitjà, com les seves altres formes de teatre, estan influenciats per la cultura islàmica. Karagoz, el Teatre d'Ombres turc, ha influït àmpliament en els titelles a la regió i es creu que va passar de la Xina a través de l'Índia. Més tard, va ser presa pels mongols dels xinesos i va passar als pobles turcs d'Àsia Central. L'art del teatre d'ombres va ser portat a Anatòlia pels turcs emigrats d'Àsia Central. Altres estudiosos afirmen que el teatre d'ombres va arribar a Anatòlia al segle XVI des d'Egipte. Els defensors d'aquesta visió afirmen que el teatre d'ombres va trobar el seu camí als palaus otomans quan Yavuz Sultan Selim va conquerir Egipte el 1517. Va veure el teatre d'ombres representat durant una festa en honor seu i es deia que era així. va impressionar-se que va portar el titellaire al seu palau a Istanbul on el seu fill de 21 anys, més tard sultà Solimà I el Magnífic, va desenvolupar un interès per les obres.
En altres àrees, l'estil de titelles d'ombres conegut com khayal al-zill, una metàfora traduïda com a "ombres de la imaginació" o "ombra de la fantasia", encara sobreviu. Es tracta d'un joc d'ombres amb música en directe, "l'acompanyament de tambors, panderetes i flautes... també..." efectes especials": fum, foc, trons, sonalls, grinyols, cops, i qualsevol altra cosa que pugui fer riure o fer riure. un estremiment del seu públic"
A Iran, se sap que els titelles existien molt abans de l'any 1000 dC, però inicialment només eren populars els titelles de guant i de corda. Altres gèneres de titelles van sorgir durant l'època de la Qajar (segles XVIII i XIX) a mesura que les influències de Turquia es van estendre a la regió. Kheimeh Shab-Bazi és un espectacle de titelles persa tradicional que és interpretat en una petita cambra per un intèrpret musical i un contacontes anomenat morshed o naghal. Aquests espectacles solen tenir lloc al costat de la narració de contes en cafeteries tradicionals (Ghahve-Khane). El diàleg té lloc entre el morshed i els titelles. Un exemple recent de titelles a l'Iran és l'òpera en gira Rostam i Sohrab.

### Europa

#### Antiga Grècia i Roma

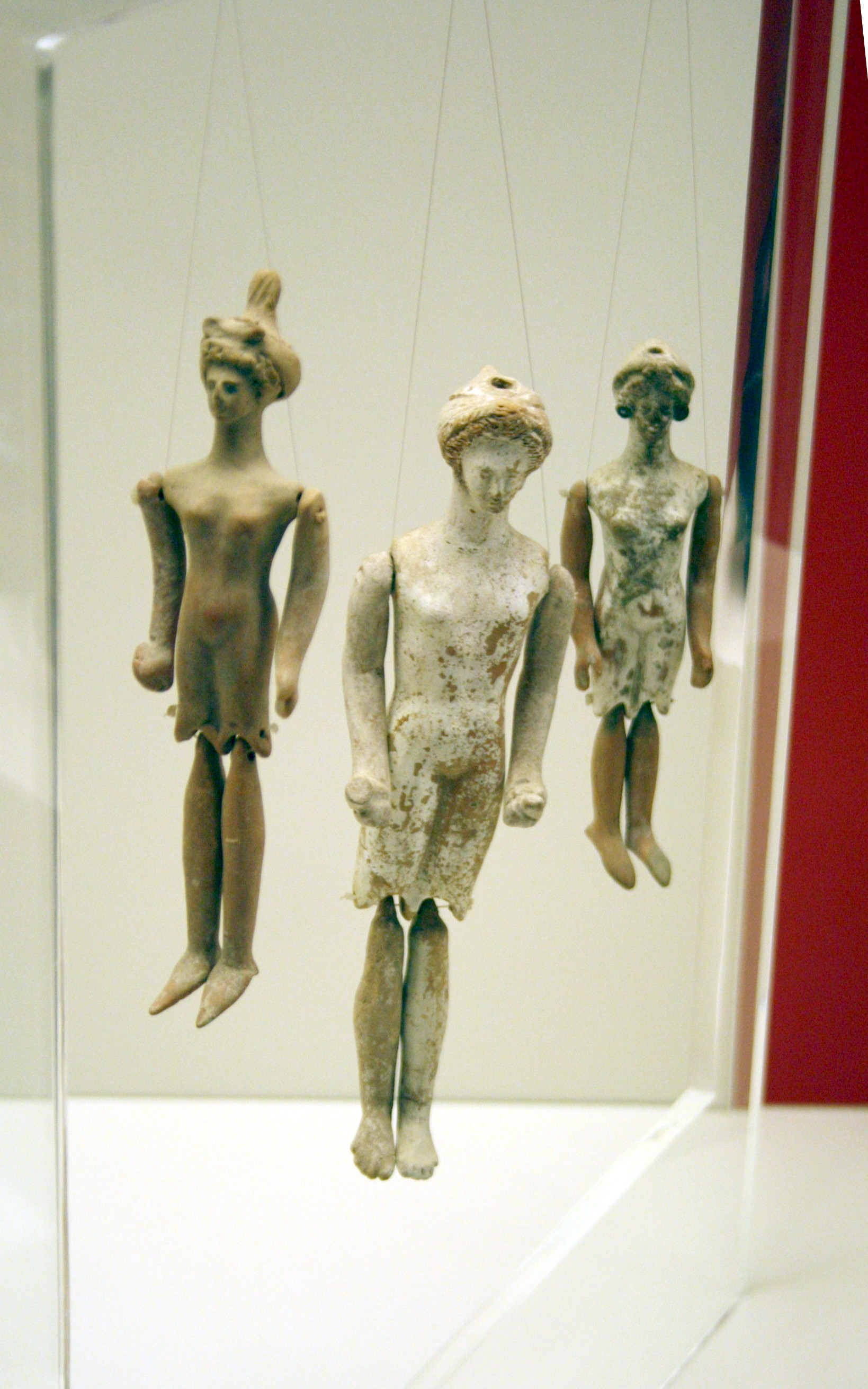
Ninots de titelles de terracota gregues antigues, segles V/IV aC, Museu Arqueològic Nacional, Atenes

Encara que queden pocs exemples de titelles de l'antiga Grècia, la literatura històrica i les troballes arqueològiques mostren l'existència de titelles. La paraula en grec traduïda com a "titella" és "νευρόσπαστος" (nevrospastos), que literalment significa "dibuixat per cordes, tirant de cordes", de "νεῦρον" (nevron), que significa "tenó, tendó, múscul, corda" o "filferro", i "σπάω" (spaō), que significa "dibuixar, estirar". Aristòtil es referia a estirar les cordes per controlar caps, mans i ulls, espatlles i cames. L'obra de Plató també conté referències a titelles. La Ilíada i l'Odissea es van presentar amb titelles. Les arrels dels titelles europeus probablement es remunten a les obres gregues amb titelles interpretats a la "gent comuna" al segle V aC. Al segle III aC aquestes obres varen aparèixer al Teatre de Dionís a l'Acròpolis.
A l'antiga Grècia i l'antiga Roma es van trobar ninots d'argila, i alguns d'ivori, datats cap al 500 aC, a les tombes dels nens. Aquestes nines tenien braços i cames articulats i, en alguns casos, una vareta de ferro que s'estenia des de la part superior del cap. Aquesta vareta s'utilitzava per manipular la nina des de dalt, com es fa avui en dia en els titelles sicilians. Algunes d'aquestes nines tenien cordes en lloc de varetes. Alguns investigadors creuen que aquestes figures antigues eren simplement joguines i no titelles, a causa de la seva petita mida.

#### Itàlia
Edat Mitjana i Renaixement
Itàlia és considerada per molts com la llar primerenca de la marioneta a causa de la influència dels titelles romans. Xenofont i Plutarc es refereixen a ells. L'església cristiana utilitzava marionetes per interpretar la moralitat juga. Es creu que la paraula marioneta prové de les petites figures de la Verge Maria, d'aquí la paraula "marioneta". " o "Mary doll. La comèdia es va introduir a les obres amb el pas del temps i, finalment, va donar lloc a un edicte de l'església que prohibia els titelles. Els titellaires van respondre muntant escenaris a l'exterior de les catedrals i es van fer encara més ribald i d'això va sorgir la comèdia italiana anomenada Commedia dell'arte. de teatre i de vegades les obres de Shakespeare es representaven amb marionetes en comptes d'actors. la representació d'un espectacle de titelles dins d'un castelet (mostrat a la dreta) il·lustra fol. 54v de Li romans du boin roi Alixandre ('El romanç del bon rei Alexandre'), un manuscrit flamenc il·luminat pel taller de Jehan de Grise entre 1338 i 1344.

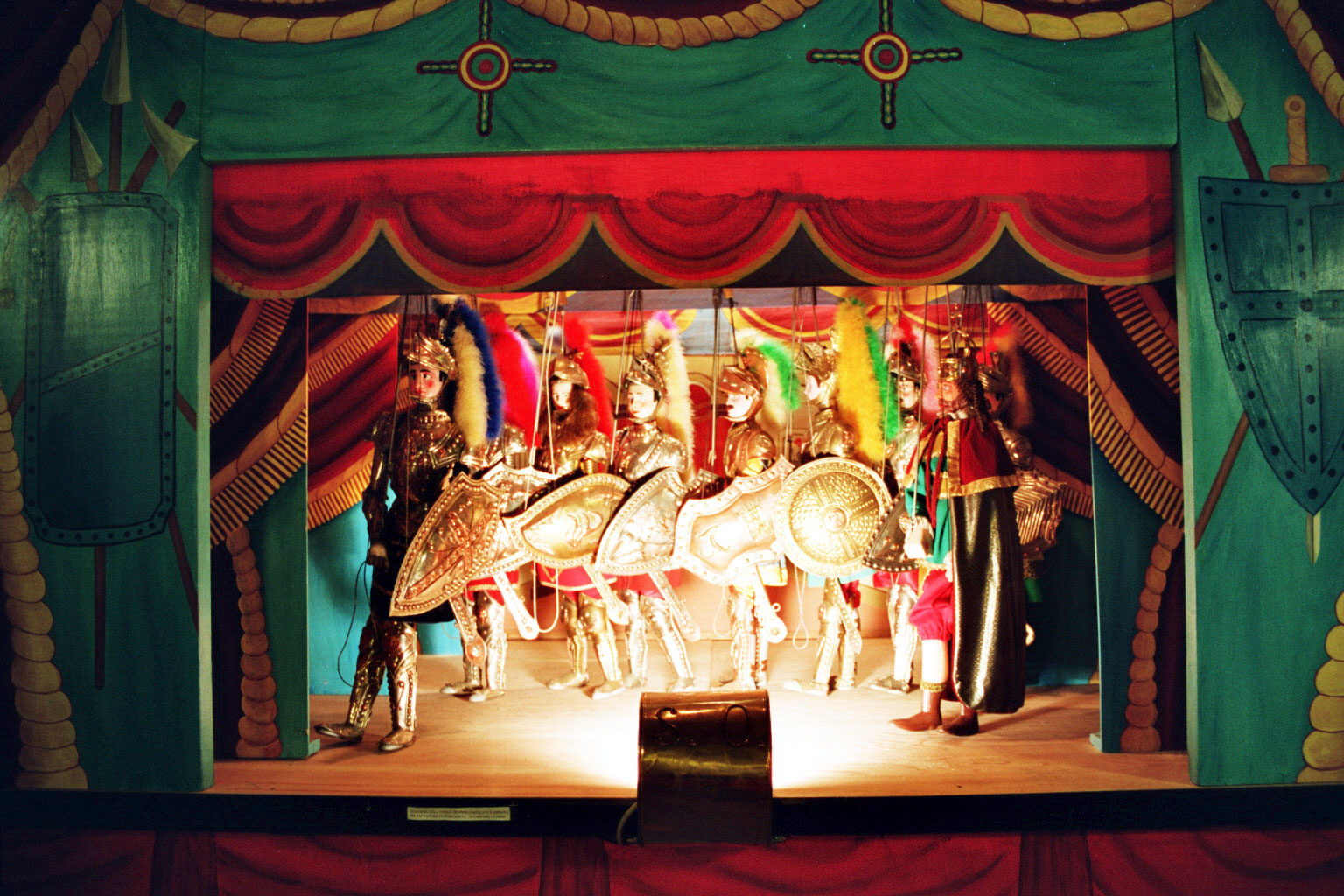
Teatre de titelles sicilià

A Sicília, els costats dels carros de rucs estan decorats amb intricades escenes pintades dels poemes romàntics francs, com ara La cançó de Roland. Aquests mateixos contes es representen en teatres de titelles tradicionals amb marionetes de fusta fetes a mà. En sicilià això s'anomena "Opera dei pupi", o "Òpera dels titelles". L'"Opera dei pupi" i la tradició siciliana de cantastorie, la paraula per a narrador, tenen les seves arrels a la tradició trobadoresca provençal, a Sicília durant el regnat de Frederic II del Sacre Imperi Romanogermànic, a la primera meitat del segle XIII.
Segles XVIII i XIX
El segle XVIII va ser un període vital en el desenvolupament de tot el teatre italià, inclòs el de marionetes. El titella de vara era principalment d'origen de classe baixa, però el teatre de marionetes era popular als cercles aristocràtics de l'aristocràcia (classe), com a celebració del Segle de les Llums. Els efectes, i la construcció enginyosa i complexa dels titelles, els teatres de titelles i les narracions de titelles, van ser tots populars, especialment a Venècia.

#### Països Baixos, Dinamarca, Romania i Rússia
Moltes variants regionals de Pulcinella es van desenvolupar a mesura que el personatge es va estendre per Europa. Als Països Baixos és Jan Klaassen (i Judy és Katrijn); a Dinamarca Mester Jackel; a Rússia Petrushka; i a Romania Vasilache. A Rússia, el Teatre Central de Titelles de Moscou i les seves sucursals a totes les parts del país van millorar la reputació del titellaire i dels titellaires en general.

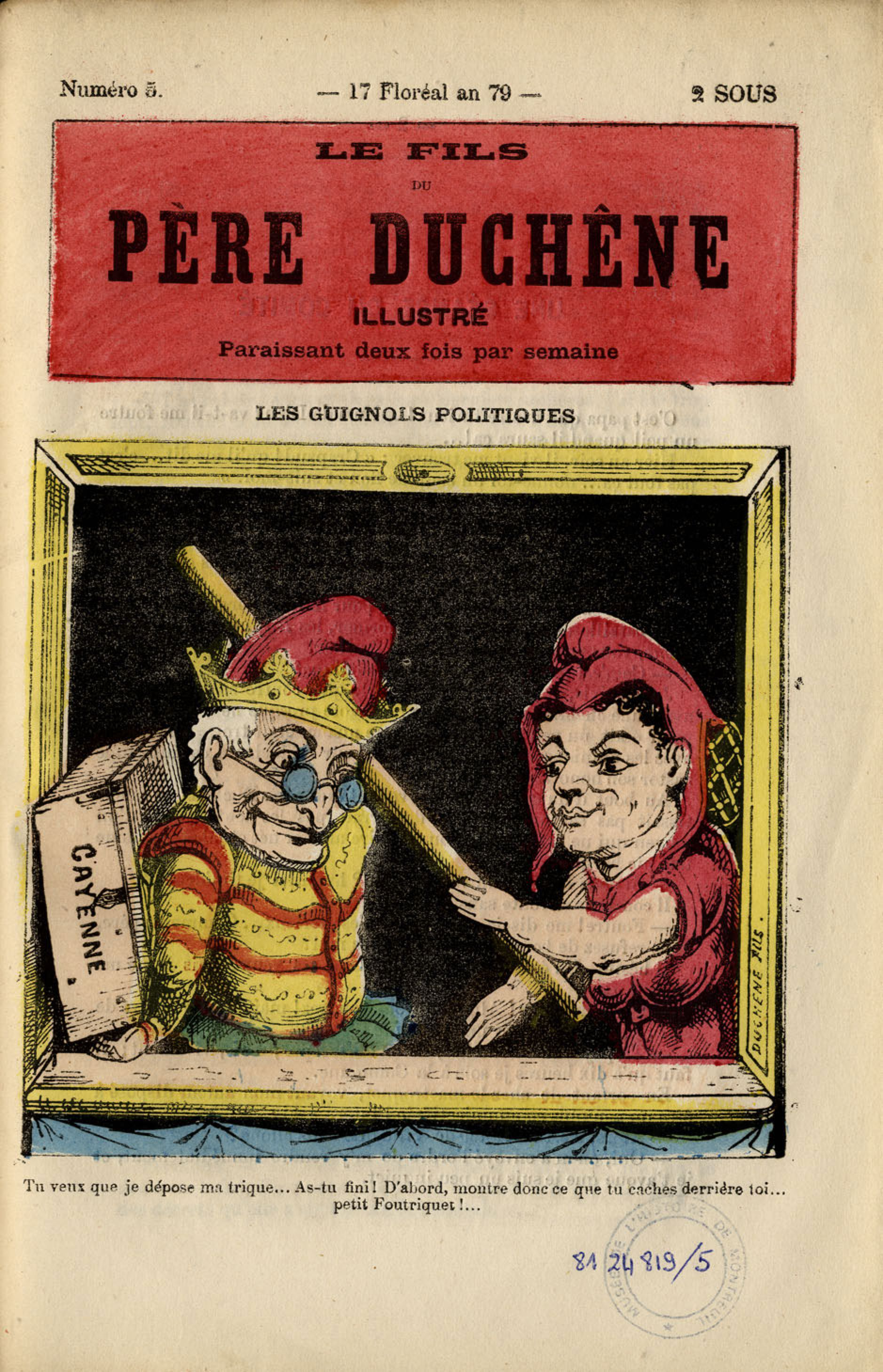
Caricatura de Polichinelle, França
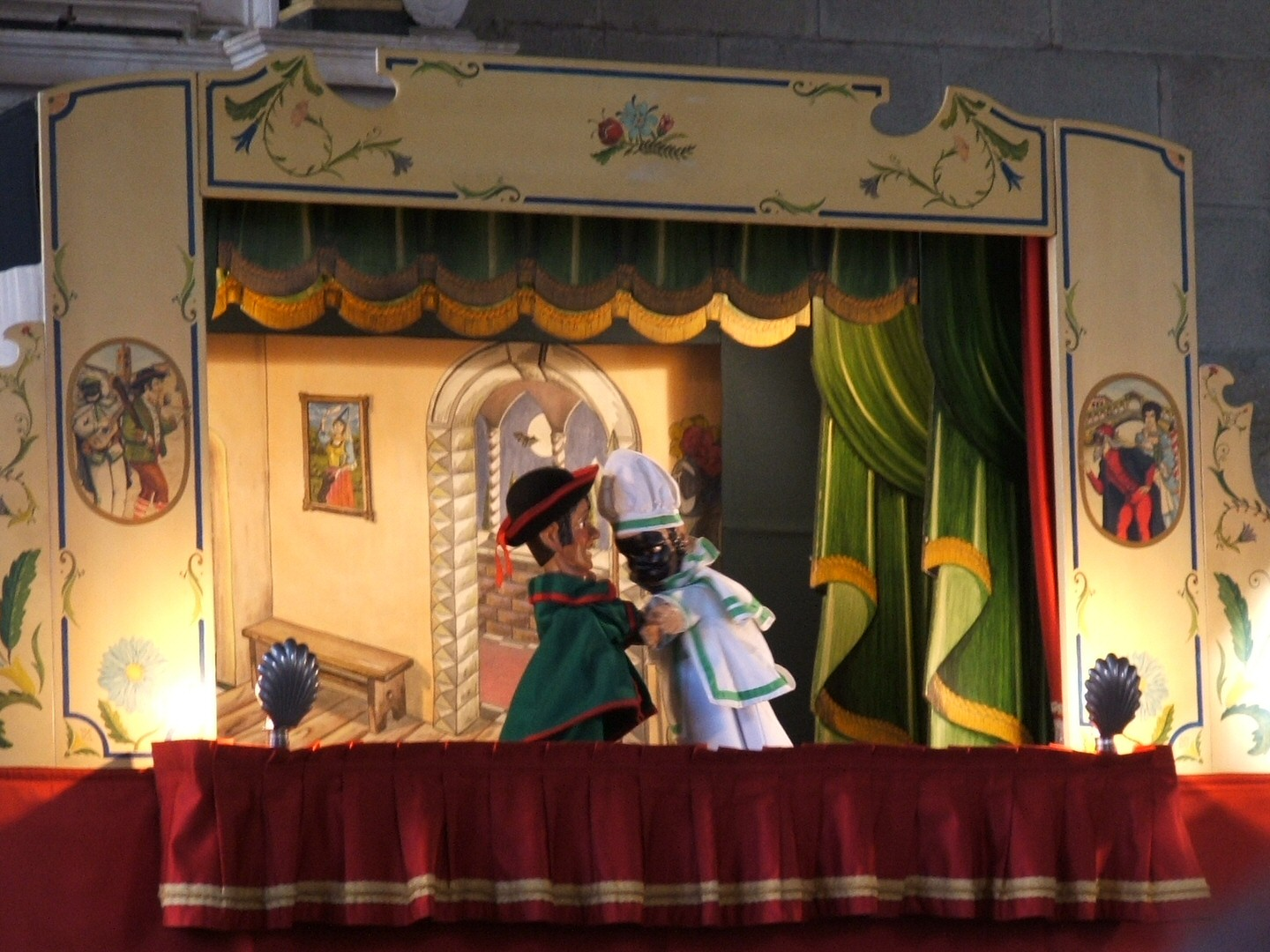
Teatre de titelles amb Gioppino i Brighella, Bèrgam, Itàlia
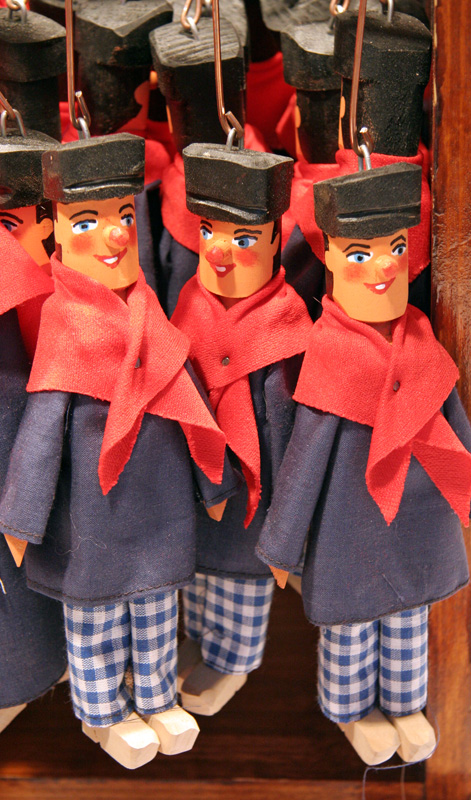
Titella tradicionals de Lieja, Bèlgica

### Alemanya i Àustria
Hi ha una llarga tradició de titelles a Alemanya i Àustria. Bona part deriva de la tradició del segle XVI de la commedia dell'arte italiana./> La versió alemanya del personatge britànic de 'Punch' s'anomena Kasperle de Kaspar mentre que Judy es diu Grete. Al segle XVIII, les òperes es van compondre específicament per a titelles de marionetes. Gluck, Haydn, de Falla i Respighi tots adults composts òperes per a marionetes.
El 1855, el comte Franz Pocci va fundar el Munich Marionettentheater. Dramaturg, poeta, pintor i compositor alemany, Pocci va escriure 40 obres de titelles per al seu teatre. Albrecht Roser ha tingut un impacte considerable amb les seves marionetes a Stuttgart. Els seus personatges Clown Gustaf i Àvia són coneguts. L'àvia, tot i que exteriorment encantadora, té un humor salvatge en les seves observacions sobre tots els aspectes de la societat i els absurds de la vida.
A Lindau, l'Òpera de Marionetes de Lindau va ser fundada l'any 2000 per Bernard Leismueller i Ralf Hechelmann. La companyia interpreta un gran nombre d'òperes així com un ballet de marionetes, El llac dels cignes.
A Augsburg, l'històric Augsburg Marionette Theatre va ser fundat el 1943 per Walter Oehmichen. Continua fins als nostres dies juntament amb un museu de titelles contigu sota els néts del fundador, Klaus Marschall i Juergen Marschall.
Molt abans a la propera Salzburg, Àustria, el Salzburg Marionette Theatre va ser fundat el 1913 pel professor Anton Aicher i és mundialment famós. El Teatre de Marionetes de Salzburg encara continua la tradició de presentar òpera de llarga durada utilitzant marionetes en el seu propi teatre construït fins fa poc sota la direcció de Gretl Aicher. Interpreta principalment òperes com Die Fledermaus i La flauta màgica i un petit nombre de ballets com El Trencanous. Les produccions del Teatre de Marionetes de Salzburg estan adreçades a adults, encara que, per descomptat, els nens són benvinguts.
També hi ha un teatre de marionetes al palau de Schoenbrunn de Viena fundat per Christine Hierzer-Riedler i Werner Hierzer fa més de 40 anys. El teatre de Marionetes representa òperes, musicals i contes de fades de fama mundial.

#### República Txeca i Eslovàquia

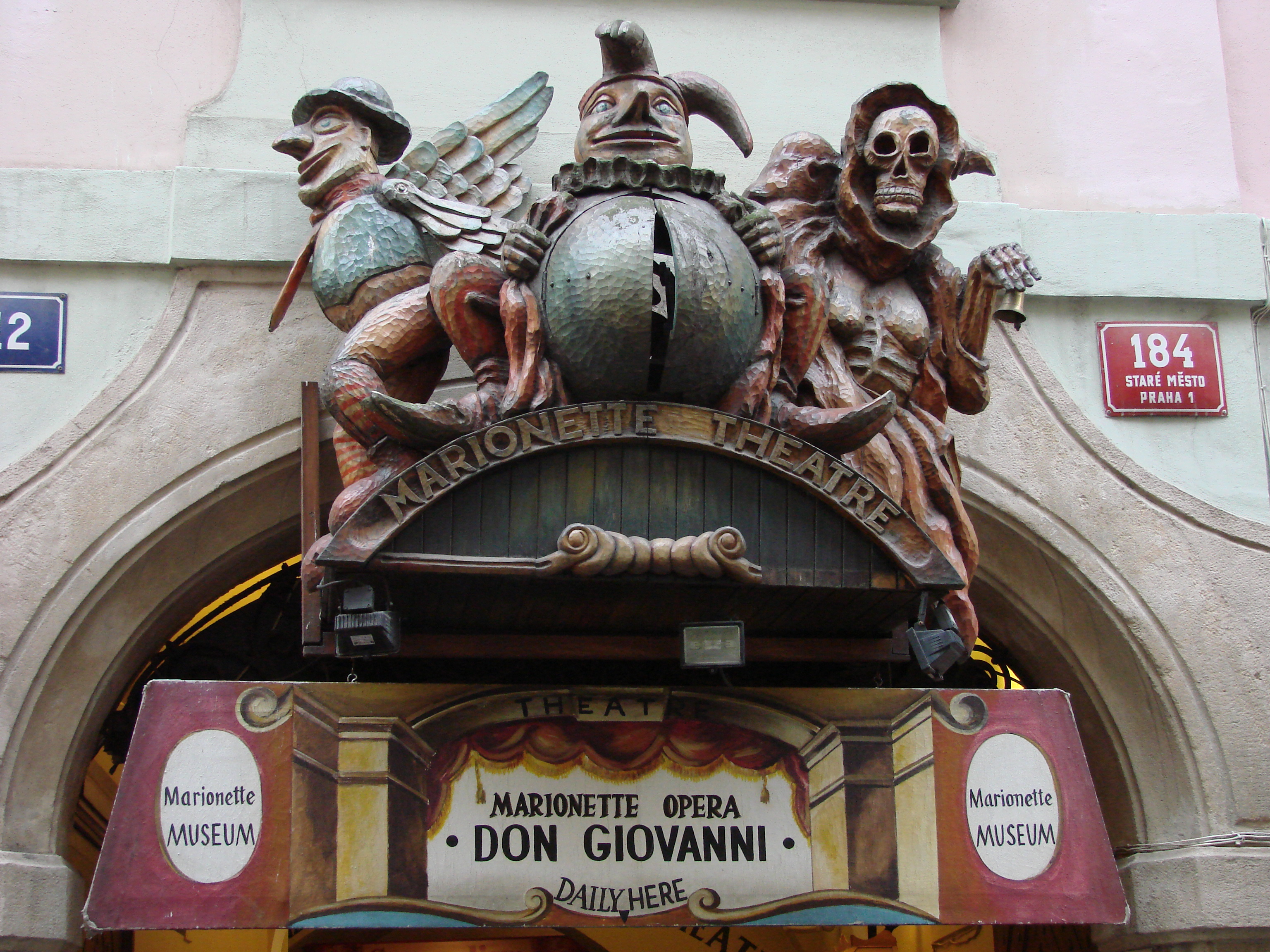
Teatre de Marionetes de Praga

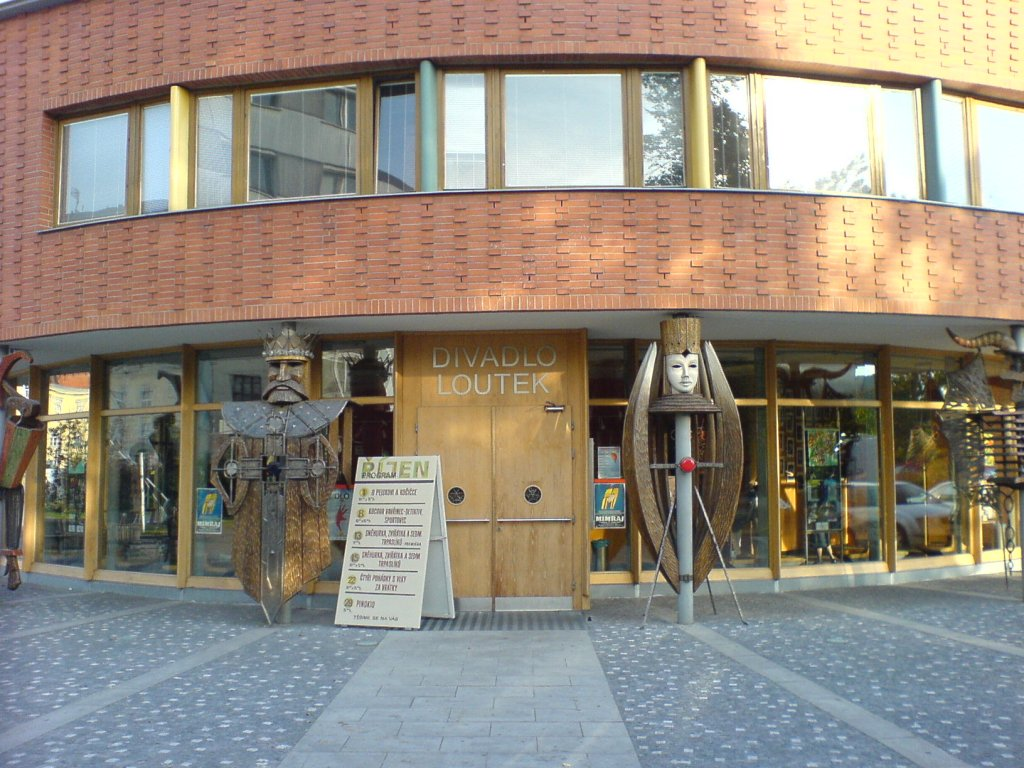
Teatre de titelles d'Ostrava

El teatre de titelles ha tingut una llarga història en l'entreteniment a Praga, i en altres llocs de l'antiga Txecoslovàquia i després a la República Txeca i Eslovàquia. Es pot rastrejar fins a la primera part de l'Edat Mitjana. Marionetes va aparèixer per primera vegada al voltant de l'època de la Guerra dels Trenta Anys. El primer titellaire txec destacat va ser Jan Jiří Brat, que va néixer l'any 1724. Era fill d'un fuster local i va crear el seu propi teatre de titelles. Matěj Kopecký va ser el titellaire txec més famós del segle XIX, i va ser l'encarregat de comunicar les idees de la consciència nacional.
El 1911, Jindřich Veselý va cofundar l'Associació Txeca d'Amics del Teatre de Titelles i el 1912 va defensar la publicació de la revista especialitzada en teatre de titelles més antiga que encara es publica avui, Loutkář. Veselý va tenir un paper clau en la fundació de l'UNIMA (Associació Internacional de Titelles) l'any 1929, i va ser escollit el seu primer president.
El 1920 i el 1926 respectivament, Josef Skupa va crear els seus personatges de titelles més famosos: Spejbl i Hurvínek, pare còmic i el seu fill canalla. El 1930, va muntar el primer teatre de titelles professional modern. Una important organització de titelles és la Teatre Nacional de Marionetes de Praga. El seu repertori inclou principalment una producció de marionetes de l'òpera de Mozart Don Giovanni. La producció té vestits d'època i ambientació del segle XVIII. Hi ha moltes altres empreses, com Buchty a Loutky ("Patissos i titelles"), fundada per Marek Bečka. Els titelles s'han utilitzat àmpliament en pel·lícules d'animació des de 1946. Jiří Trnka va ser un líder reconegut en aquesta àrea. Miroslav Trejtnar és un mestre titellaire i professor d'habilitats tradicionals de fabricació de marionetes txecs.
El 2016, els titelles txecs i eslovacs es van incloure a les Llistes del patrimoni cultural immaterial de la UNESCO.

#### Segle XIX
Al llarg d'aquest període, els titelles es van desenvolupar per separat de l'emergent corrent principal dels teatres d'actors, i els titellaires "esfarrapats" actuaven fora dels edificis del teatre a fires, mercats, etc., continuant classificant-se juntament amb els bandits i els gitanos. Al segle XIX, els titelles es van enfrontar a la competència d'altres formes de teatre com el vodevil i el music hall, però es va adaptar a aquests reptes, per exemple: desenvolupant actes escènics i participant en les noves formes. de teatre popular, o reinventant-se d'altres maneres i trobant públic a les estacions balneàries de nova moda.

### Amèrica del Nord
La cultura Teotihuacan (Mèxic central) de l'any 600 dC va fer figuretes amb braços i cames mòbils com a part dels seus ritus funeraris. Els Indígenes americans també utilitzaven titelles cerimonials. El 1519, dos titellaires van acompanyar Hernán Cortés en el seu primer viatge a Mèxic. Els europeus van portar les seves pròpies tradicions de titelles amb ells, però gradualment es van desenvolupar estils, formes i personatges de titelles distintius a Amèrica del Nord.

### Austràlia
Els Aborígens d'Austràlia tenen una llarga tradició de narració oral que es remunta a molts milers d'anys. Van utilitzar màscares i altres objectes per transmetre temes profunds i significatius sobre la moral i la natura. Les màscares estaven tallades en fusta i molt decorades amb pintura i plomes.
A Austràlia a la dècada de 1960, Peter Scriven va fundar el Teatre de Marionetes d'Austràlia i va muntar precioses produccions de marionetes com ara The Tintookies, Little Fella Bindi, The Explorers i The Water Babies.
Phillip Edmiston, que va treballar al costat de Peter Scriven al Marionette Theatre d'Austràlia, va muntar el 1977 una magnífica producció de marionetes de The Grand Adventure sota el paraigua de la seva pròpia companyia, Theatrestrings. Amb 127 marionetes, la producció de 120.000 dòlars australians es va estrenar a Nambour al Civic Hall el 28 de maig de 1977 i posteriorment va viatjar a Sydney, Melbourne i Brisbane. El musical va ser compost per Eric Gross amb llibre i lletra de Hal Saunders. La història explica a grans trets el viatge del capità James Cook a l'illa del Mar del Sud amb el botànic Joseph Banks a l'HMB Endeavour. Edmiston va anar de gira per Queensland durant les dècades de 1980 i 1990 amb nombroses produccions amb la seva nova companyia Queensland Marionette Theatre.
El Bilbar Puppet Theatre, establert per Barbara Turnbull i el seu marit Bill Turnbull, va fer una extensa gira per Austràlia sota els auspicis del Queensland Arts Council als anys 70 i 80. Els seus espectacles incloïen The Lucky Charm, Funnybone, l'òpera de Mozart Bastien and Bastienne i Lazy Liza. Els titelles del Bilbar Puppet Theatre ara es celebren al Queensland Performing Arts Centre, Brisbane. David Poulton va fer una gira per espectacles de marionetes a través del Queensland Arts Council al llarg dels seus 'Strings and Things' amb la seva dona Sally durant molts anys des de finals dels anys setanta. Gwen i Peter Iliffe també van fer una gira amb Puppet People. Un dels seus espectacles va ser Bees Hey amb la música de Bizet. Un altre grup d'èxit van ser Ehmer Puppets.
David Hamilton, un dels últims titellaires de marionetes que queden a Austràlia, fa gires independentment i abans va fer gira sota els auspicis del Queensland Arts Council.
L'humorista i emissora de ràdio Jamie Dunn va ser famós pel seu personatge d'estil Muppet, Agro, que va aparèixer en diversos programes de televisió de Seven Network durant els anys vuitanta i noranta.
Formada formalment als Estats Units per titellaires de la Jim Henson Company, Brett Hansen i la seva companyia Larrikin Puppets, amb seu a Brisbane és un dels pocs titellaires d'estil Muppet que actuen activament a Austràlia. Cabaret Puppet Theatre, amb seu a la zona de Redlands de Brisbane, també realitza gires amb produccions per a nens i adults.

## Era contemporània
Des de principis del segle XIX, els titelles van començar a inspirar artistes de les tradicions de l'"alt art". El 1810, Heinrich von Kleist va escriure un assaig 'Sobre el teatre de Marionetes', admirant la "manca d'autoconsciència" del titella. Els titelles es van desenvolupar al llarg del segle XX de diferents maneres. Amb el suport del desenvolupament paral·lel del cinema, la televisió i altres mitjans filmats, ara arriba a una audiència més gran que mai. Un altre desenvolupament, començat a principis de segle, va ser la creença que el teatre de titelles, malgrat les seves arrels populars i populars, podia parlar al públic adult amb una veu adulta i experimental, i revigoritzar l'alta tradició artística del teatre d'actors.
Sergei Obraztsov va explorar el concepte de kukolnost ('titella'), malgrat la insistència de Joseph Stalin en el realisme. Altres pioners, com Edward Gordon Craig i Erwin Piscator van ser influenciats pels titelles en la seva croada per regalar el corrent principal. Maeterlinck, Shaw, Lorca i altres van escriure obres de titelles, i artistes com Picasso, Jarry, i Léger va començar a treballar al teatre.
Kantor va influir en una nova generació formalista de directors com Richard Foreman i Robert Wilson que es preocupaven per l'"objecte" en termes teatrals "posar-lo a escena i trobar diferents maneres de mirant-ho" (Foreman). Titellaires innovadors com Tony Sarg, Waldo Lanchester, John Wright, Bil Baird, Joan Baixas, Sergei Obratsov, Philipe Genty, Peter Schumann, Dattatreya Aralikatte, The Little Players, Jim Henson, Dadi Pudumjee i Julie Taymor també han continuat desenvolupant les formes i el contingut dels titelles, de manera que la frase "teatre de titelles" ja no es limita. a les formes tradicionals de marionetes, guants o titelles de vara. Directors i companyies com Peter Schumann de Bread and Puppet Theatre, Bob Frith de Horse and Bamboo Theatre i Sandy Speiler de In the Heart of the Beast Puppet and Mask Theatre també han combinat màscara. i el teatre de titelles on l'intèrpret, els titelles i els objectes s'integren dins d'un món de teatre en gran manera visual que minimitza l'ús del llenguatge parlat.
La Fundació Jim Henson, fundada pel titellaire i creador de Muppet Jim Henson, és una organització benèfica i filantròpica creada per promoure i desenvolupar els titelles als Estats Units. Ha concedit 440 subvencions a artistes innovadors de teatre de titelles. Grups de titelles a principis del segle XXI, com el HomeGrown Theatre de Boise, Idaho, continuen la tradició avantguarda satírica durant els mil·lenials.

## Esdeveniments
El International Puppet Festival (PIF) ha tingut lloc anualment a mitjans de setembre a Zagreb, Croàcia. des de 1968.
El Puppet Festival Mississauga ha tingut lloc anualment al març a Mississauga, Ontario , Canadà des de 2020.